# The Law of Men
The Law of Men è un film muto del 1919 diretto da Fred Niblo. Di genere drammatico, aveva come interpreti Enid Bennett, Niles Welch, Andrew Robson, Dorcas Matthews, Donald MacDonald e il piccolo Frankie Lee. La fotografia era di George Barnes.

## Trama
Giovane scultrice ambiziosa, Laura Dayne, dopo essere rimasta orfana, ha come tutore Benton Wade, un famoso avvocato penalista. Quando sua madre muore, però, rifiuta di lasciare il proprio studio al Greenwich Village per trasferirsi a casa del tutore. Lui si sposa con Margaret, una frivola esponente dell'alta società cittadina che tradisce il marito con Jamison Keene, architetto dalle molte amanti. Ben presto, Keene comincia a interessarsi anche a Laura e lei, ingenuamente, accetta l'invito di recarsi con lui in un'altra città, convinta che lì riceverà l'incarico per decorare la biblioteca pubblica. L'invito è soltanto una trappola ordina dall'architetto per trovarsi solo con Laura. Dopo aver tentato di usarle violenza, Keene viene aggredito nella sua stanza d'albergo da Denis, il fidanzato di Laura, che viene buttato fuori dai detective dell'hotel. Il giovane, infuriato, dichiara davanti a tutti che l'architetto merita solo di morire. Il giorno seguente, lui e Laura si sposano. Ma, durante la cerimonia, Denis viene arrestato per l'omicidio di Keene, ucciso quella notte. La difesa di Denis viene assunta da Wade che, poi, in tribunale confesserà di essere lui l'assassino di Keene. Dopo la confessione che scagiona Denis, l'avvocato si avvelena.

## Produzione
Il film fu prodotto dalla Thomas H. Ince Corporation. In origine, il suo titolo era Nemesis. Alcune delle scene del film furono girate in un'aula di tribunale di Los Angeles, dove veri impiegati, ufficiali giudiziari e altro personale comparivano come comparse.

## Distribuzione
Il copyright del film, richiesto dalla Thos. H. Ince Corp., fu registrato il 10 aprile 1919 con il numero LP13607. Distribuito dalla Famous Players-Lasky Corporation e Paramount Pictures, il film uscì nelle sale cinematografiche statunitensi il 27 aprile 1919.
Non si conoscono copie ancora esistenti della pellicola che viene considerata presumibilmente perduta.